# Képtelen természetrajz
Nagy Lajos irodalmi karikatúráit a Képtelen természetrajz című kötetben gyűjtötte össze. Először 1921-ben jelent meg.

## Tartalom
1. A milliomos-állat – A nagy "Brehm" új kötetből
2. A magyar földbirtokos – Kis képtelen természetrajzi tanulmány
3. A potyka világszemlélete
4. A farkas
5. A kígyó
6. A kutya
7. A medve
8. Az elefánt
9. A sas
10. A hangya
11. A szarvasmarha
12. A hal
13. A légy
14. Az oroszlán
15. A disznó
16. A kanári
17. A víziló
18. A gólya
19. A ló
20. A papagáj
21. A macska
22. A lúd
23. A nyúl
24. A tyúk
25. A tigris
26. A pacsirta
27. A béka
28. A kolibri
29. A sün
30. A denevér
31. A ponty
32. A csőrös emlős
33. Az ichtyosaurus
34. A juh
35. A strucc
36. A bogár
37. A teve
38. A kenguru
39. A poloska
40. A zsiráf
41. A fóka
42. A majom
43. A szúnyog
44. A búvár hencser
45. A villamos-állat
46. A teknősbéka
47. A zsidó
48. A tehetségtelen író természetrajza
49. A tavaszról is kiderül az igazság
50. Tavaszi kiskáté
51. Nyári kiskáté
52. Interpelláció a szúnyog-ügyben
53. Körinterjú az állatkertben
54. Az autó-állat – (Képtelen természetrajz)
55. Őslénytan
56. Bátorság
57. Állatkerti csendélet

## Külső hivatkozások
- Nagy Lajos: Képtelen természetrajz és más karcolatok a Magyar Elektronikus Könyvtár gyűjteményében
- https://web.archive.org/web/20050415022706/http://magyarok.sulinet.hu/nagymagyarok/irodalom/nagylajos.html
- http://mek.iif.hu/porta/szint/tarsad/irodtud/magyarir/html/nagylaj.htm Archiválva 2005. április 6-i dátummal a Wayback Machine-ben
- https://web.archive.org/web/20070304145610/http://mek.oszk.hu/~ilegeza/sendpage.php?rec=570